# Proyecto DeLorean
Proyecto DeLorean es un proyecto el cual utiliza herramientas de software libre orientados a resolver las necesidades de las instituciones educativas públicas, las cuales no cuenten con recursos para gestionar y alcanzar las nuevas tecnologías, además de ello busca inculcar el sentido de investigación en las instituciones educativas. En este momento se encuentra siendo implementado en el Colegio San José de Guanentá, para lo cual trabajan en conjunto GNU-UN, Grupo de investigación Colegio Guanentá y JIACP.

## Historia
Inicialmente el proyecto es ideado por Jorge Iván Andrés Contreras Pereira, sería para el año de 2000, en la ciudad de San Gil que el interés por los computadores y la electrónica de Contreras sería enfocado hacia un lugar, con sus ideologías altamente sociales y fundamentado en el compartir el conocimiento los que llevarían a idear y diseñas muchas ideas, ideas que con el tiempo han llegado a tener forma, y una de ellas es interconectar la casa de él con la de su amigo de la infancia, Jair Antonio Díaz Vargas, que junto a él idearían lo que hoy hace parte de la Fase II (Dorothy), con el tiempo se fue formando un grupo de trabajo, que sin importar a la poca tecnología con la que se contaba en la época llevaba una vida sumergida en la computación. Con el tiempo Contreras conoce a Carolina Vargas Chinchilla, amiga y guía, debido a que Carolina contaba con equipos más modernos en computación, sería allá donde él iniciaría otra travesía en el mundo informático.
Tanto con Jair Díaz como con Carolina Vargas, Iván Contreras crea algo a lo que él llamaría sociedades de trabajo, tal cual lo haría luego en la universidad con Lorena Salamanca, cuya sociedad ayudaría a general lo que hoy en sí es el proyecto. Mientras que con Salamanca tenía esa llamada sociedad, logró idear algunas estrategias de fomentación de la informática, pero sería la aparición, tal vez la más importante en el proyecto, René Alejandro Lobo Quintero, Julián Ricardo Mahecha D’María y Ariel Orlando Ortiz Beltrán sería su nueva mano amiga, ellos eran un grupo que investigaba sobre el software libre llamado GNU-UN, los cuales convencen a Contreras de unirse a ellos, el grupo de investigación había desarrollado un gran interés por transmitir la ideología de GNU/Linux al mundo, y ese instrumento sería de gran ayuda para las ideas de Contreras. 
Después de conformados como tal, deciden empezar a trabajar en serio, empiezan a adentrase en el mundo del software libre, conociendo y desarrollando nuevas ideas y metodologías e implementando las ya existentes. 
Para la fecha el proyecto está siendo desarrollado por GNU-UN, el cual se encuentra registrado como un grupo de investigación de jóvenes estudiantes de la Universidad Nacional de Colombia, y debido a la demanda de necesidad en el arranque del desarrollo del proyecto se une a ellos el Grupo de investigación Colegio Guanentá, que nace como resultado del trabajo del Colegio para apoyar la medida y hacer posible el alcance de la institución a las nuevas tecnologías y la libre cultura. 
En este momento se busca la integración de nuevas instituciones que permitan ampliar el trabajo realizado.

## Fases
Debido a lo ambicioso del proyecto, ha sido desarrollado por fases las cuales llevaron cerca de 8 meses de implementación.

### Fase I (Carolina)
Esta fase fue la encargada de la instalación de los servidores tales como Web, MySQL, DNS, FTP, SMTP, POP3 y IMAP, los cuales permitieron a la comunidad educativa del Colegio la utilización de servicios tales como correo institucional página web oficial, bases de datos, foros y Moodle entre otros.

### Fase µ (Iris)
Esta fase fue diseñada con el propósito de implementar un sistema blando (Systems Dynamics) para la estrategia de migración a los sistemas librees además de estar basada para ser un Modelo de Sistema Viable (Viable System Model). Esta fase se diseñó como parte de un proyecto final entregado a la profesora Jenny Marcela Sánchez Torres para la clase de Teoría General de Sistemas de la Universidad Nacional de Colombia. 
El nombre de Iris se hace honor a la escritora Iris Murdoch.

### Fase II (Dorothy)
Debido a la utilidad que representó la primera fase fue factible para los encargados del proyecto la idea de implementar una red inalámbrica MAN en la ciudad de San Gil, Colombia, basada en el estándar Wifi IEEE 802.11g y con la utilización de Router Linksys WRT54G, cuyos firmware fueron modificados a unos en GNU/Linux.
El nombre de Dorothy se atribuye a la historia de El maravilloso Mago de Oz debido a que la historia cuenta como la casa de Dorothy viaja por los aires y llega al Mundo de Mago de Oz.